# Детска литература
Детската литература е широка книжовна област, която обхваща литературно-художествени произведения от всички литературни видове и жанрове на народното и личното творчество, които са ориентирани към децата и юношите и свързани с тяхното образование и художествено-естетическо възпитание. Специфични за детската литература са такива жанрове като приспивната песен, скоропоговорката, броеницата и други. Голям дял обхваща младежката приключенска литература.

## Детската литература в България
В България художествени произведения за деца и юноши се появяват преди Освобождението: адаптирани преводи на сантиментални разкази и повести от западноевропейската и руската литература, често не превеждани от първоизточника а от други преводи. В тези преводи имената на героите и мястото на действието се пренасят в България, езикът често е несъвършен, но те изиграват роля в развитието на българската детска литература.
Поради тежките условия на културен и политически живот, авторската българска детска литература се развива сравнително късно. Първи нейни представители са Васил Попович (стихосбирката „Детска гусла“) и Петко Славейков (стихосбирката „Веселушка“). Излиза и първото българско детско списание „Пчелица“. След Освобождението нейни видни представители са Асен Разцветников, Дядо Благо (Стоян Русев), Елин Пелин, Иван Вазов, Стоян Дринов, Стилиян Чилингиров, Цани Гинчев, Цанко Церковски, Чичо Стоян (Стоян Михайлов Попов).
През втората половина на 20 век българската детска литература е в подем. Издава се много детска периодика, в която присъстват раздели за литература: „Септемврийче“, „Другарче“, „Славейче“, „Пламъче“. Представители на това поколение български автори на детска литература са:
Ангел Каралийчев, Асен Босев, Братя Мормареви, Георги Русафов, Емилиян Станев, Иван Давидков, Калина Малина, Леда Милева, Лъчезар Станчев, Марко Марчевски, Младен Исаев, Николай Зидаров, Павел Вежинов, Ран Босилек, Стоян Даскалов, Георги Веселинов, Борис Априлов и много други.
Курсове по детска литература започват да се четат в педагогическите специалности на Софийски университет, както и в учителските институти за детски, начални и прогимназиални учители. Множество литературни творби за деца са адаптирани за театрални и радио постановки, както и превърнати в сценарии за детски телевизионни и кино-филми.

### Награди за детска литература в България
Възможно е списъкът да е непълен.
- Национална награда за най-добра детска книга "Бисерче вълшебно" (избирана от самите деца)
- Национална награда за детска литература „Петя Караколева“
- Национална награда за детско книгоиздаване „Константин Константинов“
- Национална награда „Христо Г. Данов“ – категория „Издание за деца“

## Детската литература по света
Сред най-известните представители на световната детско-юношеска литература са: Агния Барто, Алън Милн, Аркадий Гайдар, Антон Чехов, Астрид Линдгрен, Братя Грим, Вилхелм Буш, Вилхелм Хауф, Владимир Маяковски, Даниел Дефо, Джонатан Суифт, Едмондо де Амичис, Едуард Успенски, Емилио Салгари, Йохана Спири, Карл Май, Корней Чуковски, Майн Рид, Марк Твен, Николай Носов, Ръдиард Киплинг, Самуил Маршак, Селма Лагерльоф, Сергей Михалков, Туве Янсон, Ханс Кристиян Андерсен, Хариет Бичър Стоу, Хектор Мало, Чарлз Дикенс, Шарл Перо и др.